# 新广场 (纽约州)
新广场（英語：New Square）是美国纽约州罗克兰县拉马波的一个全哈西德犹太人村庄。它位于希尔克雷斯特以北，维奥拉以东，新汉普斯特德以南，新城以西。截至2010年人口普查，其人口为6944人。2019年，人口估计8763人。其居民主要是斯克维尔哈西德运动的成员，他们寻求保持与世俗世界脱节的哈西德传统生活方式。它是纽约最贫穷的城镇（以收入中位数衡量），也是美国第八窮的城鎮。它的贫困率也是全美最高，为64.4%。

## 历史
新广场以乌克兰小镇斯克维拉命名，斯克维尔哈西德就是在这里诞生的。创立者打算把这个定居点命名为新斯克维尔（New Skvir），但是一个打字员的错误使这个名字英语化了。新广场成立于1954年，当时泽马大卫公司（Zemach David Corporation）代表斯克维尔大拉比雅科夫·约瑟夫·特沃斯基（Yakov Yosef Twersky）在拉马波镇的斯普林瓦利附近购买了一个130英亩（0.53平方公里）的奶牛场。当时，斯克维尔社区居住在纽约布鲁克林的威廉斯堡地区。新广场的建设始于1956年，1956年12月，第一批四户人家搬到了新广场。1958年，这个定居点已有68栋房子。
新广场的发展受到拉马波分区规则的阻碍，该规则禁止建造多户住宅以及使用店铺和大型商场的地下室。共有单户住宅的多个家庭说，他们属于大家庭，而私人住宅中的生意必须是秘密的。 1959年，社区要求获得建筑许可以扩建位于科德角风格房屋地下室的犹太会堂。拉马波镇检察官要求谴责整个新广场社区，并声称这威胁到污水管道。作为回应，社区要求合并为一个村庄，但拉马波镇官员拒绝允许这样做。1961年，纽约州一家法院做出了有利于新广场的判决，该村于同年7月成立。

## 文化
新广场的社区的居民完全由哈西德犹太人组成，他们大多来自斯克维尔哈西德运动，他们希望保持哈西德生活方式，同时将外界影响降到最低。新广场的主要语言是意第绪语。
新广场的年轻人通常在18到20岁左右结婚。女孩在17岁左右读完高中，然后结婚。习俗规定，与其他哈西德社区男子结婚的妇女要离开新广场。一些离开新广场的妇女定居在布鲁克林的自治市公园社区和拉马波的蒙西社区，这些社区没有那么紧密地联系在一起。与社区外妇女结婚的男子则被鼓励离开新广场。这是由于空间不足，因此，新的住房被授予双方都来自社区的夫妻。
2005年，该社区的犹太教法庭裁定妇女不应驾驶汽车。2003年，纽约时报丽莎·W·福德拉罗撰写的的一篇文章中将新广场描述为“极端保守”，并说该社区的居民没有电视或收音机。

## 经济
年轻女性在结婚之前和在他们有孩子之前，做教师、秘书和簿记员，或者在新广场购物中心做收银员和办事员。有些妇女在生完孩子后，在家里做簿记员。
年轻男性从事教师、公共汽车司机、送货员和商店职员的工作。有些人是计算机程序员，或者是钻石行业的工匠和企业家。许多人在学习，这是一家为已婚男子开设的犹太学校，他们领取津贴养家糊口。
根据2012年人口普查，新广场共有476家注册公司。
1970年，这个村庄的人均收入是纽约州最低的。1963年，有4人因病领取福利。1975年有十二个人领取了福利。1992年，村长说，1975年大约三分之二的家庭领取了食品券和医疗补助。

## 人口统计
| 调查年                            | 人口  | 备注  | %±    |
| --------------------------------- | ----- | ----- | ----- |
| 1970                              | 1,156 |       | —     |
| 1980                              | 1,750 |       | 51.4% |
| 1990                              | 2,605 |       | 48.9% |
| 2000                              | 4,624 |       | 77.5% |
| 2010                              | 6,944 |       | 50.2% |
| 2019年估计                        | 8,763 | [ 2 ] | 26.2% |
| 美国十年一次的人口普查 2019年估计 |       |       |       |

1963年，该定居点有85个家庭，共有620名居民。到1967年，这一数字增加到126个家庭和812名居民。这个社区在1967年举行了十次婚礼。1970年，该村庄有1156名居民，其中57%的人口年龄在18岁以下。
从1971年到1986年，这个村庄每年大约有一百个孩子出生。当年，全村有容纳1~3个家庭的房屋140套，廉租公寓45套，人口共2100人，450个家庭，平均每个家庭有7至8个孩子。上世纪70年代末，拉马波镇否决了新广场扩张土地的企图。六年后的1982年3月，新广场获得了扩张95英亩（38万平方米）土地的合法权利。

## 政府和基础设施

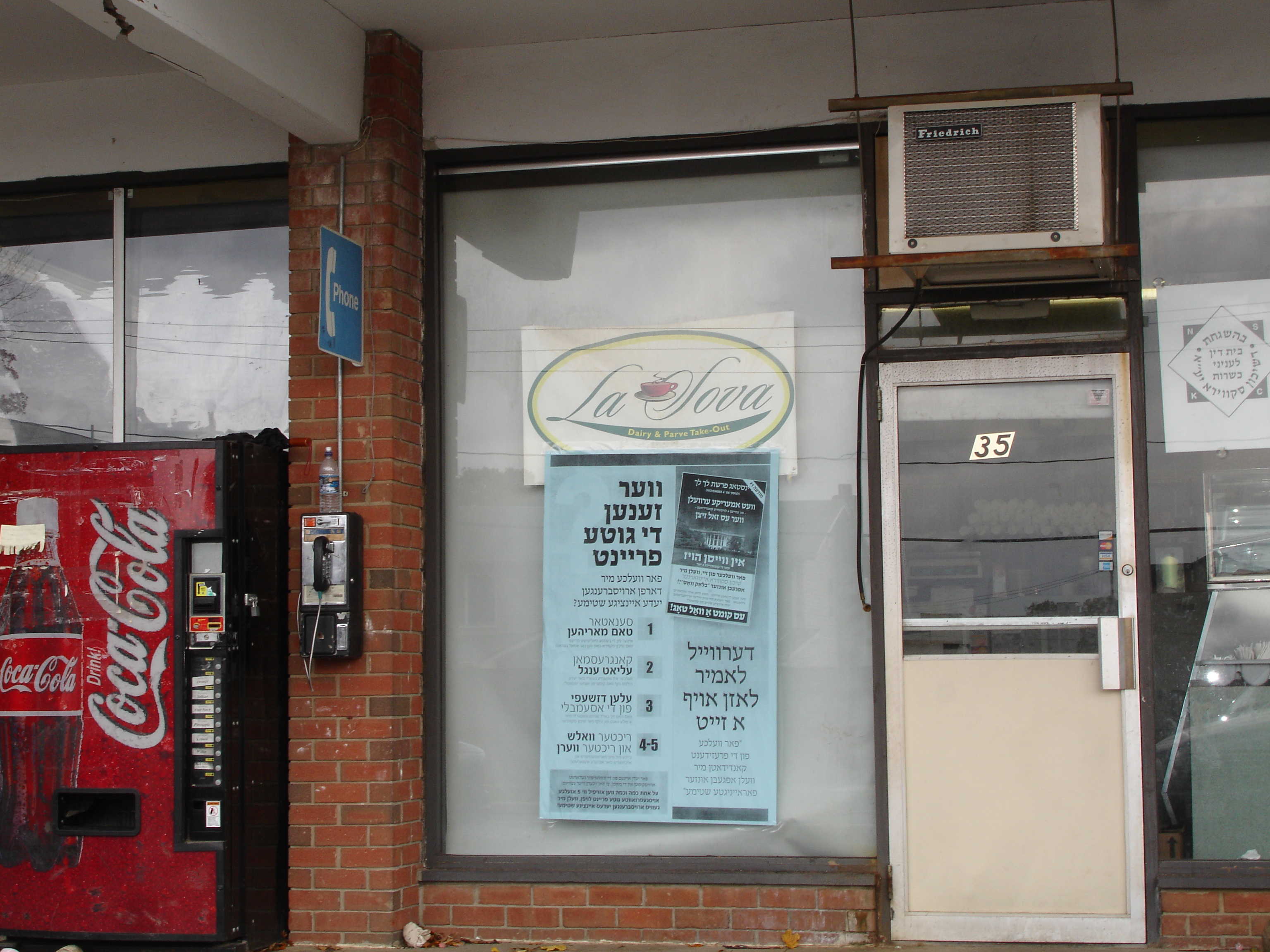
新广场一家商店前的一张2008年大选的海报，完全使用意第绪语，包括候选人的名字是也是用意第绪语写的

从1992年起，新广场有一名市长、一名市长助理、一名董事会成员、一名村书记员和一名太平绅士。市长助理负责大部分行政工作。太平绅士主要处理外来人士在新广场内的骚扰案件。
1989年，新广场出资成立了自己的健康诊所，名为瑞福亚健康中心（Refuah Health Center）。新广场公墓位于路。
消防部门对新广场的建筑物缺乏消防保护感到担忧。2007年3月29日，拉马波镇官员会见了消防区官员和消防局局长。当年4月4日，消防区宣布，新广场将留在消防区。拉马波镇主管克里斯托弗·圣劳伦斯说，该镇正在考虑一项“公共安全贷款计划”，帮助新广场居民安装烟雾报警器和自动喷水灭火系统等生命安全装置。

### 社区规范
人们强烈期望新广场的居民遵守社区规范，例如，在社区的犹太教堂进行礼拜，并遵守哈西德的生活方式。一般来说，那些不自愿服从的人是通过的权力来执行的，是一个由拉比任命的委员会，其成员控制着大多数社区机构。那些没有自愿服从的人面临着义务警卫队的审判，新广场纵火案就是一个例证。拉比谴责纵火这一行为，称“使用武力和暴力来表明观点或解决争论违反了的最基本原则。”

## 教育
尽管该镇位于东拉马波中心学区内，新广场的所有儿童都在当地的私立犹太K-12学校就读，包括阿维亚科夫男校（Avir Yaakov Boys School）和阿维亚科夫女校（Avir Yaakov Girls School）。

## 争议

### 欺诈性拨款争议
来自新广场的四名哈西德男子——本杰明·伯杰、雅各布·埃尔鲍姆、大卫·戈尔茨坦和卡尔曼·斯特恩创建了一所不存在的犹太学校，招收了数千名学生，从美国联邦政府获得了3000万美元的教育补助金、补贴和贷款。其中一部分钱用来充实自己，也有一部分用于社区机构。新广场的欺诈计划与布鲁克林和全国其他极端正统社区的更大计划联系在一起。这些人于1999年被定罪。同年10月，4人都被判处30个月至78个月不等的有期徒刑。另外两名被起诉的嫌疑人离开了美国。这一判决在新广场引起了激烈的批评。村民代表的一份声明指责当局在调查期间对新广场的新居民怀恨在心，并“以一种让人想起大屠杀的方式”行事。
希拉里·克林顿会见了新广场地区哈西德领导人作为她的参议院竞选活动的一部分。《时代》杂志的迈克尔·达菲和凯伦·图穆蒂说，“任何人都明白，那只是一次竞选活动；并没有提到赦免”。希拉里·克林顿与这些人举行了另一次会谈，他们希望看到哈西德的四位领导人获释。希拉里·克林顿当选参议员后，12月22日上午，特沃斯基和一位同事在华盛顿特区的白宫地图室拜访了比尔·克林顿，请他赦免这四个人。希拉里·克林顿出席了会议；她说她没有参加会议，也没有和丈夫讨论这次会议。
2001年1月20日，克林顿总统对四人减刑。伯杰的刑期变为两年，其他三人均变为30个月。联邦检察官调查了这些赦免是否是为了换取政治支持。2001年ABC新闻的一篇新闻文章说，一些人想知道赦免是否是一种恩惠，因为新广场在希拉里·克林顿的第一个参议院任期内以压倒性优势投票支持她（1369票中有1359票支持她，与附近另外两个哈西德社区形成鲜明对比，它们以压倒性优势投票支持共和党），或者说赦免是作为交换条件的一部分而发生的。希拉里·克林顿说，她没有参与赦免，她丈夫出于宽大的考虑赦免了这些人。2002年，检察官结束了调查，没有采取任何行动。